# Hogna flava
Hogna flava là một loài nhện trong họ Lycosidae.
Loài này thuộc chi Hogna. Hogna flava được Carl Friedrich Roewer miêu tả năm 1959.